# Abdelaziz Buteflika
Abdelaziz Buteflika (عبد العزيز بوتفليقة) (Uchda, Marruecos, 2 de marzo de 1937-Zéralda, 17 de septiembre de 2021) fue un militar y político argelino que fue presidente de la República Argelina Democrática y Popular desde el 27 de abril de 1999 hasta su renuncia el 2 de abril de 2019. También fue líder de facto del partido hegemónico Frente de Liberación Nacional (FLN). Con casi veinte años en el cargo, Buteflika es la persona que más tiempo ha ocupado la jefatura de estado argelina. Fue también el ministro de relaciones exteriores de Argelia en 1963 y ministro de juventud, turismo y deporte en 1964, durante el gobierno del presidente Ahmed Ben Bella.
Tras ser elegido presidente controvertidamente, luego de que sus principales contendientes se retiraran de las elecciones alegando fraude, Buteflika presidió el país durante el final de la guerra civil argelina (1992-2002). Durante su largo mandato, Buteflika logró la pacificación progresiva del país tras lograr el "arrepentimiento" de los dirigentes del rebelde Ejército Islámico de Salvación luego de prometer una masiva amnistía. Al igual que gran parte de sus predecesores, Buteflika se sostuvo sobre una enorme élite militar, partidaria y civil conocida popularmente como "le pouvoir" (en francés: "El Poder") de la cual formaban parte varios miembros de su familia, conocida como el "Clan Buteflika". Fue reelegido en 2004 y 2009 con más del 80% de los votos, en elecciones denunciadas como fraudulentas por la comunidad internacional. Aunque el país en gran medida se vio alejado de los acontecimientos de la Primavera Árabe regional, en 2011, una serie de manifestaciones lograron que el gobierno derogara el estado de emergencia impuesto desde 1991.
A finales de su tercer mandato, en 2013, Buteflika sufrió un derrame cerebral debilitante. Desde entonces, la capacidad del presidente para dirigir el país comenzó a ser cuestionada tanto dentro como fuera de Argelia, siendo comunes los rumores sobre su muerte al encontrarse a menudo hospitalizado, y no haciendo apariciones públicas desde mayo de 2013. En ese marco, resultó reelegido por un cuarto mandato en 2014, por un margen similar a los anteriores, sin haber participado durante toda la campaña. A principios de marzo de 2019, Buteflika confirmó su intención de presentarse a un quinto mandato, lo que desató masivas manifestaciones pacíficas en todo el país. Luego de seis semanas, ante la fuerte presión política, social y militar, Buteflika confirmó la formación de un gobierno de unidad nacional, pospuso las elecciones presidenciales y renunció el 2 de abril, entregando el cargo al presidente del Consejo de la Nación, Abdelkader Bensalah. Le sucedió como presidente Abdelmadjid Tebboune. Finalmente Buteflika falleció el 17 de septiembre de 2021 a los 84 años.

## Carrera militar

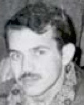
Bouteflika en 1958.

Abdelaziz Bouteflika nació el 2 de marzo de 1937 en Uchda en el entonces Protectorado francés de Marruecos. En 1956, con tan solo 19 años de edad, militó en el ejército de Liberación nacional, que era un brazo armado del Frente de Liberación Nacional, que dirigió la independencia en Argelia, conviritíendose durante 26 años en partido único en el país.
Durante la guerra de la Independencia argelina fue un líder militar conocido por el nombre de AbdelQader (عبد القادر) que estuvo destinado en diferentes puestos, incluido el control de la frontera con Mali. Tras la independencia de Argelia fue elegido diputado durante el mandato de Ahmed Ben Bella. Fue nombrado ministro de juventud, turismo y deporte. En 1963, fue nombrado ministro de Exteriores y en 1964 pasó a formar parte del Comité Central del Frente de Liberación Nacional argelino. Muy unido a Huari Bumedian, el 19 de junio de 1965 participó en el golpe de Estado para que Bumedian fuera presidente. Durante el gobierno de Bumedian siguió ocupando la cartera de exteriores que le permitió proyectar al nuevo régimen argelino por el mundo y comenzar a establecer relaciones diplomáticas fluidas con Francia, con quien firmó un amplio acuerdo económico en 1971.
Partidario del Movimiento de Países No Alineados, fue un activo defensor de dicha organización, extendiendo la confianza de la misma en el mundo árabe y convirtiendo a Argelia en punto de encuentro de diversas reuniones internacionales. Dimitió como ministro de Exteriores en 1979 tras la muerte de Bumedian y el nuevo presidente, Chadli Bendjedid, lo nombró ministro de Estado con escasas competencias.

## Primeros años

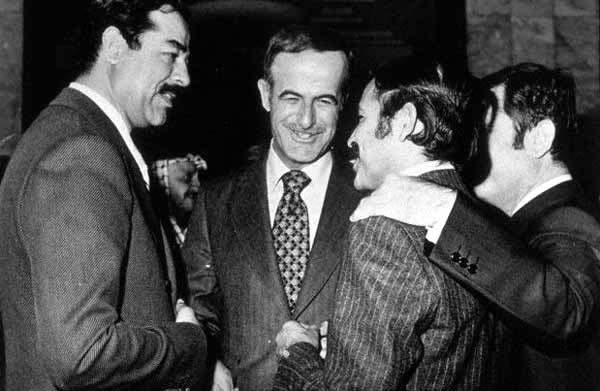
Bouteflika (segundo desde la derecha) en la cumbre de la Liga Árabe de 1978 en Bagdad, con Saddam Hussein, Hafez al-Assad y Abdul Halim Khaddam.

El régimen de Chadli Benjedid, condenó a Bouteflika al ostracismo político desde los años 1980. Poco tiempo después, fue acusado de malversación de fondos públicos por el Tribunal de Cuentas del Estado argelino, que le impuso una cuantiosa multa por este delito, que le obligó a llevar a cabo un autoexilo en 1983 por Francia, Suiza y algunos países del Golfo. Tras volver a Argelia en 1987, volvió a ser nombrado miembro del comité central del Frente de Liberación Nacional argelino.
Bouteflika fue una de las dieciocho figuras históricas que firmó una carta apelando a la democracia y a las reformas políticas tras la brutal represión con disturbios en Argel. Los disturbios, seguidos de la derogación de los partidos políticos, marcaron el principio de un capítulo doloroso en la historia argelina. Además las represalias del gobierno a estos disturbios fueron traumáticas para el país. Quinientas personas fueron asesinadas, y muchas más heridas tras todo lo sucedido en el país.

## Primer mandato (1999-2004)
Tras el final del gobierno de Liamine Zéroual, se presentó como candidato independiente a las elecciones para la presidencia de la República el 15 de abril de 1999 bajo un programa de reconciliación nacional con los islamistas y en contra de las posiciones del ejército partidario del combate y la represión de los elementos fundamentalistas. A pesar de presentarse como independiente, Buteflika obtuvo el apoyo del FLN y del constituido partido de Zéroual, el Agrupación Nacional Democrática y obtuvo cerca del 74 % de los sufragios. La candidatura de AbdelAziz Bouteflika, ministro de asuntos exteriores durante el periodo de Boumeddiene y artífice del prestigio internacional de Argelia en aquella época, fue a la que el régimen le decidió dar su apoyo al ser el que mejor se acercaba a los “criterios de gobernabilidad” considerados indispensables por la cúpula militar, y contó con el apoyo del sector no erradicador del ejército, con el de la seguridad militar y con el de cuatro partidos próximos al régimen el FLN, el RND, el Nahda y el MSP (de los cuales los últimos dos partidos eran islamistas). Según los resultados oficiales, AbdelAziz Bouteflika habría obtenido el 75,9% de los votos, por otro lado el resto de los candidatos no habrían logrado alcanzar entre todos ellos el 25% de los sufragios, contando que la participación oficial fue 60,2%.
Tras la aplastante victoria, aprovechó para oficializar y legalizar la tregua previamente establecida por el Ejército Islámico de Salvación, brazo armado del FIS, en 1997, ofreciendo la paz, lo que condujo al fin de la lucha armada el 6 de junio de 1999. Dentro del Plan de Concordia Nacional, aprobado por la Asamblea Nacional, en julio de 1999 se decretó una amnistía para todos los presos fundamentalistas que estuvieran libres de delitos de sangre, al tiempo que se instrumentaba un programa de integración social.
Desde la firma de los acuerdos de paz desarrolló una amplia labor política internacional para mejorar la imagen de Argelia: mejora de las relaciones con el Marruecos de Mohammed VI, acudiendo al sepelio de Hassan II en julio de 1999, aceptación explícita del entonces presidente de los Estados Unidos, Bill Clinton, de la política interna de represión contra los islamistas todavía combatientes, reanudación de un diálogo fluido con Francia y firma de acuerdos comerciales ventajosos con España para ampliar el suministro de gas natural a este país y, en un futuro, a otras zonas de Europa. Por otro lado, las dificultades del presidente Bouteflika cinco meses después de su llegada a la presidencia para formar gobierno o la resistencia de la cúpula militar argelina hacia su política de normalización con Marruecos reflejan, como nos lo ha demostrado la reciente historia del país que la actitud del ejército fue decisiva y que condicionaría el éxito de la estrategia de Bouteflika.

## Segundo mandato (2004-2009)

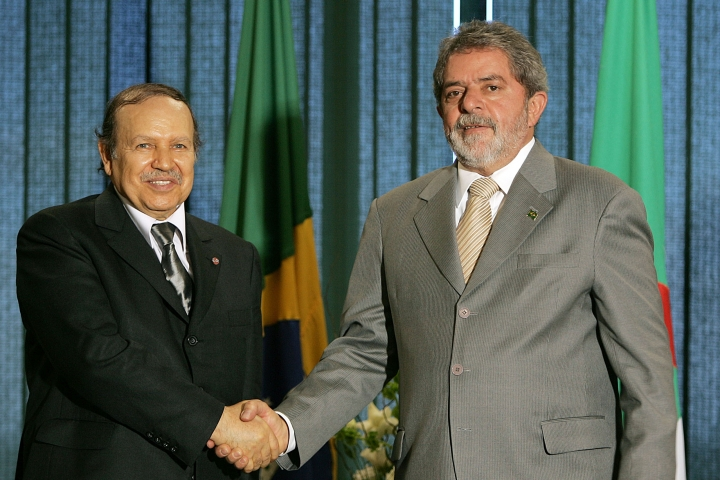
Bouteflika (izquierda) junto al líder brasileño Lula Da Silva (derecha) en 2005.

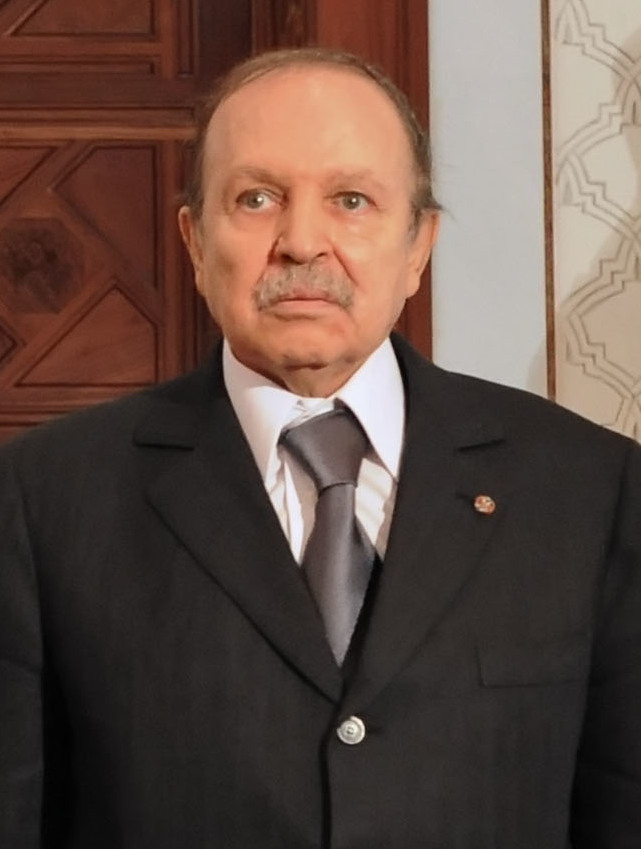
Bouteflika en 2008.

El 8 de abril de 2004 fue reelegido presidente de la República Argelina con un inesperado 85% de votos en las elecciones, de acuerdo con Reporters sans frontière, se le acusó de elecciones fraudulentas, y atacaron al presidente con declaraciones como el abuso de las instituciones de estado y apropiamiento de dinero público. Durante el primer año de su segundo mandato, Bouteflika llevó a cabo un referéndum en su plan nacional de reconciliación, que dio fin a la guerra de la independencia de los 90. La guerra civil fue un conflicto armado entre el gobierno argelino y varios grupos rebeldes islamistas, comenzó en 1991 y terminó en 1998.
El resto de candidatos con partidos consolidados y no divididos (Yaballah, Said y Hannun) se han hundido en número de votos. Esto a pesar de la campaña mediática lanzada contra Buteflika. La pregunta por tanto que habría que hacer es si importan algo los partidos en la vida política de Argelia. Quizá sean más relevantes las asociaciones y grupos de poder, las zagüias, los notables y jefes tribales y los comités ‘aruch, que parecen capaces de decantar las elecciones o producir una abstención mayoritaria. En última instancia, se trata también de un interrogante sobre la eficacia de los medios de comunicación, ya que en la política moderna los partidos necesitan a los medios como forma de expresión y visibilidad.
En cuanto a la participación, esta fue más elevada que en las citas legislativa y local de 2002, pero algo más baja que en las presidenciales de 1999. Un 58% de los electores acudió a votar con normalidad, produciéndose solo algunos incidentes en Cabilia, donde grupos radicales de los comités quemaron urnas e impidieron el acceso a algo más de un 20% de los colegios electorales.
El periódico francés Le Dauphine Libere, anunciaba en 2005 que Bouteflika habría sido ingresado en la unidad de cardiología de una clínica privada al sureste de Francia. Toda la planta del hospital donde se encontraba el presidente fue cerrada para asegurar la máxima seguridad. Tras esto el presidente reduciría notablemente sus apariciones públicas en medios de comunicación y compromisos políticos, debido a su delicado estado de salud.

## Tercer mandato (2009-2014)

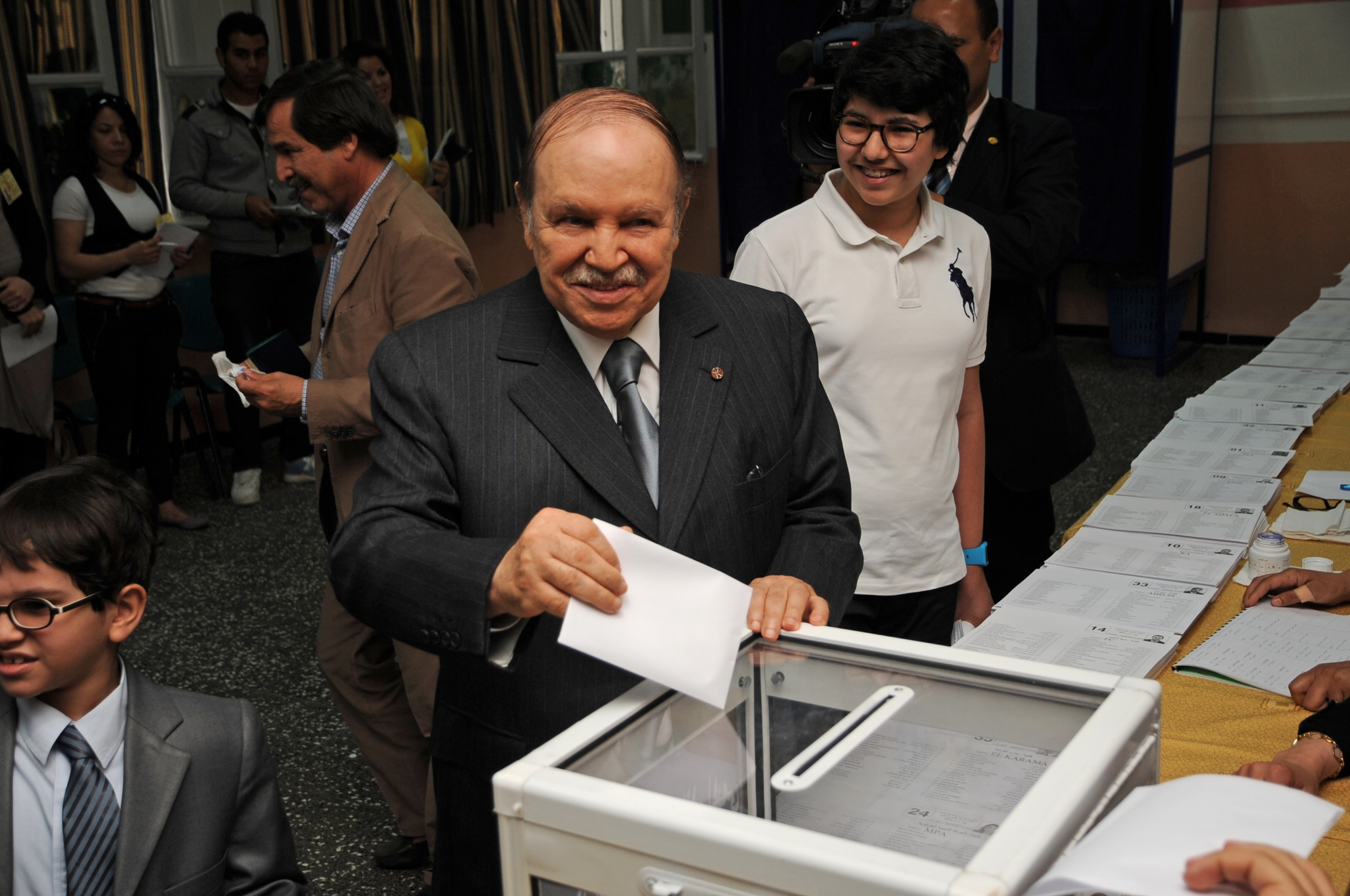
Bouteflika emite su voto en las elecciones legislativas argelinas del 10 de mayo de 2012.

En 2009 ganó Buteflika su tercer mandato con el 90.24%, aunque hubo una clara intención de boicot por parte del partido de la oposición y a que alegaban que había habido un fraude a “escala industrial”, según la agencia de noticias Reuters.
En cuanto a la participación, el equipo de observación electoral del TEIM desplazado a Argelia cubrió 8 colegios electorales de la wilaya de Argel y estimó que la participación media en los mismos no superó el 25%. Si bien Argel es una wilaya poco inclinada a ir a las urnas, los cálculos realizados por los interventores de los candidatos y los partidos en otras wilayas del país en ningún caso alcanzan el 50% de participación.
En cuanto a la relevancia de estas elecciones según el informe del observatorio internacional del TEIM del mismo año de las elecciones en la República argelina, afirma que debido a la falta de competición, la poca representatividad y la previsibilidad de los resultados, estas elecciones solo tienen la relevancia que les haya querido atribuir el régimen. Es decir, continuidad absoluta y ausencia de cambio. Por un lado, transmite la imagen de estabilidad que el régimen quiere proyectar hacia el extranjero. Por otro lado, a nivel doméstico este era precisamente uno de los eslóganes de la campaña de Buteflika: 'no al cambio, sí a la continuidad'.
Respecto a estas elecciones, algunos observadores consideran que no tuvieron lugar, pero para otros lo consideraron retroceso de 20 años a la época del partido único y los plebiscitos electorales y respecto a las repercusiones internacionales fueron escasas, solo manifestó su preocupación Obama desde la Casa Blanca en Estados Unidos. En general, la reacción internacional proclama que la estabilidad y los intereses económicos son más importantes que las cuestiones democráticas en lo que a Argelia se refiere.

## Cuarto mandato (2014-2019)

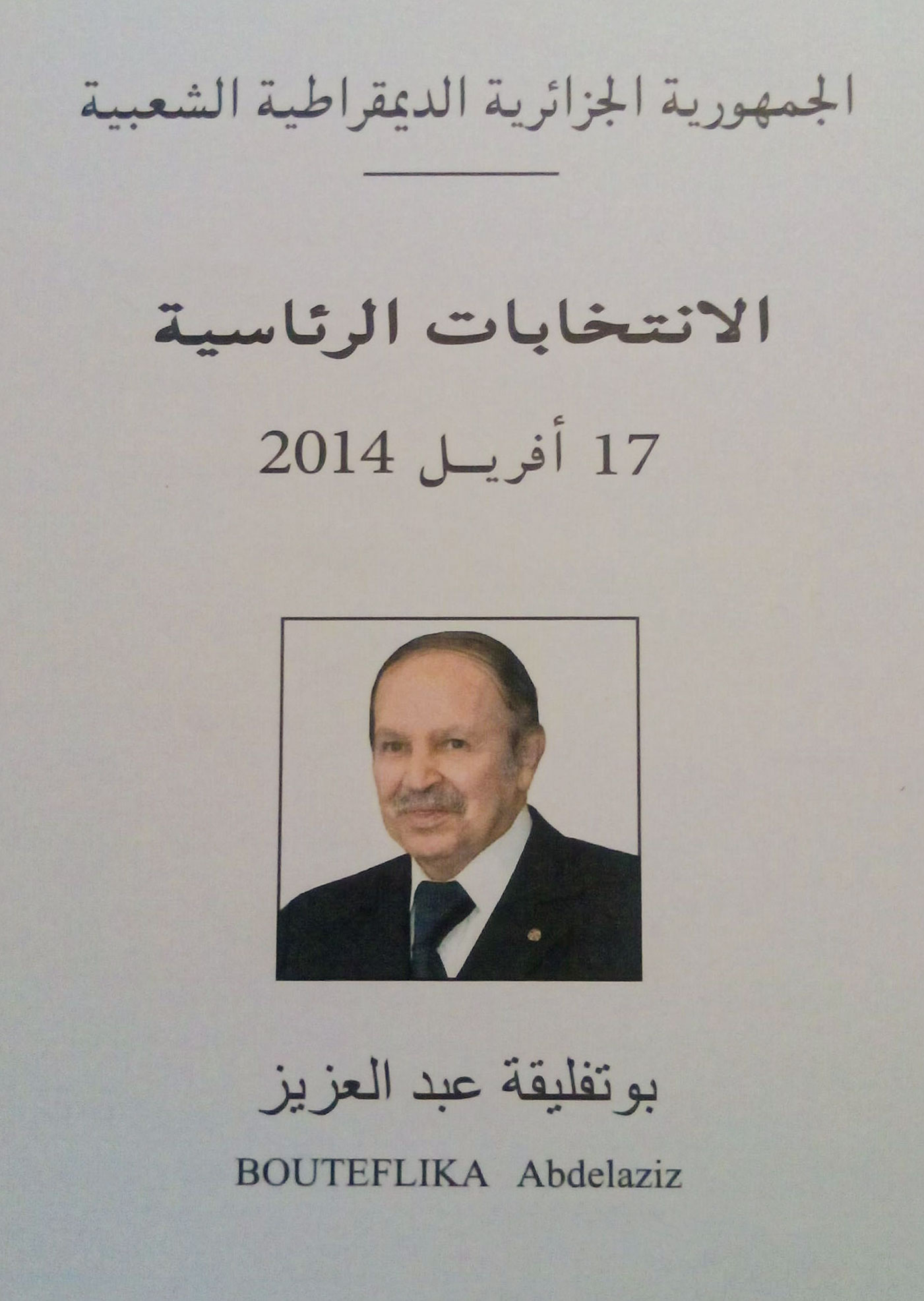
Papeleta de voto para Bouteflika en las elecciones de 2014.

En 2014, el presidente argelino Abdelaziz Buteflika, quien ha estado en el poder durante 15 años, ganó el cuarto mandato con el 81,53% de los votos, según anunció el ministro de interior Tayeb Belaiz el 16 de abril de ese mismo año. Estas votaciones, al igual que las anteriores, no estuvieron exentas de polémica, ya que según los opositores volvería a hablar de fraude en ellas.

## Dimisión (2019)
Abdelaziz Buteflika, presidente de Argelia renunció a su cargo el 2 de abril de 2019. El mandatario de 82 años, quien llegó al poder en el país africano en 1999, renunció luego de semanas de protestas masivas ante el anuncio que hizo el político de presentarse a las elecciones por un quinto periodo.
«Esta decisión procede del deseo de evitar que los excesos verbales (...) degeneren en deslices potencialmente peligrosos para la protección de las personas y los bienes», dijo en su carta de renuncia.
Le sucedió como presidente Abdelmadjid Tebboune.

## Políticas durante su presidencia

### Política interior

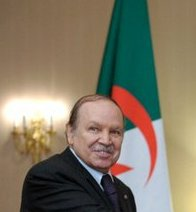
Buteflika en 2009.

Los dos primeros mandatos del presidente Buteflika están marcados por la promesa de poner fin a la discordia y considera que hay que pasar página sobre el terrorismo por todos los medios para garantizar el retorno de la paz tras un larga guerra civil conocida como la "década negra". En septiembre de 1999, la ley de la "concordia civil" fue votada y aprobada por referéndum. Se prevé una amnistía parcial para islamistas armados. Los maquis están vacíos y más de 6000 hombres deponen las armas. Con miras a la reconciliación nacional, en ella se establece una ayuda para las familias de las víctimas del islamismo y libera a los soldados detenidos por los ataques contra miembros del Frente Islámico de Salvación (FIS).
En 2005, fue nombrado presidente de honor del FLN en el 8 Congreso del Partido, el presidente Buteflika convocó un referéndum para adoptar una serie de medidas destinadas a "restablecer la paz civil en Argelia." Se propone reconocer el derecho a la reparación a las familias de las personas desaparecidas, conceder una forma de amnistía para los miembros de los grupos armados no culpables de matanzas, violaciones y bombardeos y crear apoyo a viudas y huérfanos de miembros de grupos armados muertos. Estas medidas también proporcionan una amnistía total para los miembros de las fuerzas de seguridad (todos los componentes) responsables de graves violaciones de los derechos humanos. Posteriormente cualquier queja en contra de ellos se considerará inadmisible. El artículo 46 de la ordenanza de aplicación establece una pena de prisión de 3 a 5 años a "cualquier persona que, de palabra, por escrito o de cualquier otro acto, utiliza o explota las heridas de la tragedia nacional para dañar la instituciones de la República Democrática de Argelia, que debilitan el estado, dañan la reputación de sus agentes que sirvieron con honor, o empañar la imagen de Argelia a nivel internacional". Durante la campaña para el referéndum, la oposición y las familias y asociaciones de derechos humanos de las víctimas están excluidos del debate. Los medios de comunicación permanecen herméticos a toda contestación y mantienen la confusión entre el derecho de rechazar la propuesta y la traición al país. El estado utiliza para esta campaña todos los recursos materiales, incluyendo los fondos públicos para el beneficio exclusivo de los partidarios del presidente. Este referéndum no resuelve el problema de las personas desaparecidas cuya suerte no puede ser una investigación independiente o internacional. La oposición critica mascarada electoral donde se considera que los resultados ya se conocen de antemano (97,36% a favor y el 79,76% de participación, excepto en Cabilia con la participación de solo el 12%).
El 2 de marzo de 2006, en línea con su política de arabización, Abdelaziz Buteflika de 42 instituciones francófonas.
Durante sus dos primeros mandatos, consigue librarse de las garras de quienes le han instalado y confirmado en el poder: el personal del Ejército y el Departamento de Información y Seguridad (DRS). Anuncia también su deseo de "civilizar" el régimen. La profesionalización del ejército, el retiro de los oficiales superiores y la promoción de nuevos hombres, próximos al jefe de Estado en esta línea.
Sin embargo la represión de los acontecimientos en Cabilia (Primavera negra) entre abril de 2001 y 2002 desacreditada la imagen del estado. En agosto de 2005, el nombramiento como embajador en Rabat del general Larbi Belkheir, exdirector de la oficina de Bouteflika, también refleja una toma de control del ejército del poder civil.
El 15 de abril de 2011, cuando los disturbios y manifestaciones tienen lugar durante varios meses en Argelia en medio de protestas y revoluciones en el mundo árabe, se anunció la creación de un comité para enmendar la Constitución, una revisión de la ley electoral, la ley de partidos políticos y el código de la información. Esos anuncios son considerados poco innovadores además de considerarse que llegan con retraso por parte de la prensa independiente y de la sociedad civil.
El 2015 estuvo marcado por la detención de los oficiales militares de alto rango anti-Buteflika, el general retirado Hocine Benhadid (exjefe de la región militar del suroeste) y el mayor general Abdelkader Ait Ouarabi (exjefe de la lucha contra el terrorismo) así como por la jubilación de exgeneral Toufik. Algunos medios de comunicación, recuerdan el deseo de Buteflika cuando llegó al poder en 1999, de vencer al poder militar para restaurar el poder de la presidencia del país. En enero de 2016 disuelve la DRS y la sustituye por un nuevo organismo, el Departamento de Seguridad y Vigilancia (DSS), bajo la tutela de la presidencia situándose al mando el general retirado Bachir Tartag, con rango de ministro consejero del jefe del Estado.

## Historial electoral

### Elecciones presidenciales de 1999
| Candidato                                                                         | Partido                            | Votos      | %                  | Resultado          |
| --------------------------------------------------------------------------------- | ---------------------------------- | ---------- | ------------------ | ------------------ |
| Abdelaziz Buteflika                                                               | Frente de Liberación Nacional      | 7 445 045  | 73.8               | Presidente         |
| Ahmed Taleb Ibrahimi                                                              | Independiente                      | 1 265 594  | 12.5               |                    |
| Abdallah Djaballah                                                                | Movimiento por la Reforma Nacional | 400 080    | 4.0                |                    |
| Mouloud Hamrouche                                                                 | Independiente                      | 314 160    | 3.1                |                    |
| Mokdad Sifi                                                                       | Frente de Liberación Nacional      | 226 139    | 2.2                |                    |
| Youcef Khatib                                                                     | Independiente                      | 121 414    | 1.2                |                    |
| Hocine Aït Ahmed                                                                  | Frente de las Fuerzas Socialistas  | 32 179     | 0.3                |                    |
| Total de sufragios emitidos                                                       | Total de sufragios emitidos        | 10 652 623 | 100 %              | 100 %              |
| Total de inscritos                                                                | Total de inscritos                 | 17 488 757 | Abstención: 60.9 % | Abstención: 60.9 % |
| Fuente: Binghamton University Archivado el 3 de marzo de 2016 en Wayback Machine. |                                    |            |                    |                    |

### Elecciones presidenciales de 2004
| Candidato                   | Partido                                   | Votos      | %                  | Resultado          |
| --------------------------- | ----------------------------------------- | ---------- | ------------------ | ------------------ |
| Abdelaziz Buteflika         | Agrupación Nacional para la Democracia    | 8 651 723  | 85.0               | Presidente         |
| Ali Benflis                 | Frente de Liberación Nacional             | 653 951    | 6.4                |                    |
| Abdallah Djaballah          | Movimiento por la Reforma Nacional        | 511 526    | 5.0                |                    |
| Saïd Saadi                  | Agrupación por la Cultura y la Democracia | 197 111    | 1.9                |                    |
| Louisa Hanoune              | Partido de los Trabajadores               | 101 630    | 1.0                |                    |
| Ali Fawzi Rebaine           | Ahd 54                                    | 63 761     | 0.6                |                    |
| Total de sufragios emitidos | Total de sufragios emitidos               | 10 508 777 | 100 %              | 100 %              |
| Total de votos válidos      | Total de votos válidos                    | 10 179 702 | -                  | -                  |
| Votos en blanco             | Votos en blanco                           | 329 075    | -                  | -                  |
| Total de inscritos          | Total de inscritos                        | 18 097 255 | Abstención: 58.1 % | Abstención: 58.1 % |
| Fuente: IFES                |                                           |            |                    |                    |

### Elecciones presidenciales de 2009
| Candidato                   | Partido                              | Votos      | %                   | Resultado           |
| --------------------------- | ------------------------------------ | ---------- | ------------------- | ------------------- |
| Abdelaziz Buteflika         | Frente de Liberación Nacional        | 12 911 705 | 90.24               | Presidente          |
| Louisa Hanoune              | Partido de los Trabajadores          | 604 258    | 4.22                |                     |
| Moussa Touati               | Frente Nacional Argelino             | 330 570    | 2.31                |                     |
| Djahid Younsi               | Movimiento por la Reforma Nacional   | 176 674    | 1.37                |                     |
| Ali Fawzi Rebaine           | Ahd 54                               | 133 129    | 0.93                |                     |
| Mohammed Said               | Partido de la Justicia y la Libertad | 132 242    | 0.92                |                     |
| Total de sufragios emitidos | Total de sufragios emitidos          | 15 351 727 | 100 %               | 100 %               |
| Total de votos válidos      | Total de votos válidos               | 14 309 000 | 92.75 %             | 92.75 %             |
| Votos en blanco             | Votos en blanco                      | 1 042 727  | 7.25 %              | 7.25 %              |
| Total de inscritos          | Total de inscritos                   | 20 595 683 | Abstención: 74.54 % | Abstención: 74.54 % |
| Fuente: Presse Algérie      |                                      |            |                     |                     |

### Elecciones presidenciales de 2014
| Candidato                   | Partido                       | Votos      | %                   | Resultado           |
| --------------------------- | ----------------------------- | ---------- | ------------------- | ------------------- |
| Abdelaziz Buteflika         | Frente de Liberación Nacional | 8 531 311  | 80.49               | Presidente          |
| Ali Benflis                 | Independiente                 | 1 288 338  | 12.30               |                     |
| Abdelaziz Belaid            | Frente El Moustakbal          | 328 030    | 3.06                |                     |
| Louisa Hanoune              | Partido de los Trabajadores   | 157 792    | 1.37                |                     |
| Ali Fawzi Rebaine           | Ahd 54                        | 105 223    | 1.22                |                     |
| Mousa Touati                | Frente Nacional Argelino      | 58 154     | 0.56                |                     |
| Total de sufragios emitidos | Total de sufragios emitidos   | 11 307 478 | 100 %               | 100 %               |
| Total de votos válidos      | Total de votos válidos        | 10 220 029 | -                   | -                   |
| Votos en blanco             | Votos en blanco               | 1 087 449  | -                   | -                   |
| Total de inscritos          | Total de inscritos            | 21 871 393 | Abstención: 51.70 % | Abstención: 51.70 % |
| Fuente: Al Arabiya News     |                               |            |                     |                     |

## Problemas de salud

### Hospitalizaciones
Desde 2005, el estado de salud de Abdelaziz Bouteflika fue con frecuencia objeto de especulaciones en los periódicos argelinos. Fue hospitalizado varias veces en Francia entre 2005 y 2016, especialmente en el hospital militar de Val-de-Grâce y Grenoble.
El 26 de noviembre de 2005 ingresó en Val-de-Grâce y fue operado oficialmente en una úlcera de estómago. Durante este período, la información es muy escasa y el estado del presidente de la República es objeto de especulación en la opinión pública argelina y en la prensa: se menciona un cáncer de estómago (esta hipótesis será corroborada más adelante por revelaciones de telegramas de la diplomacia estadounidense en el caso WikiLeaks). Abdelaziz Bouteflika regresó a Argelia el 31 de diciembre de 2005.
El 27 de abril de 2013, fue hospitalizado nuevamente en Val-de-Grâce después de un ataque isquémico transitorio (TIA), es decir, un pequeño ataque cerebral. El 19 de mayo de 2013, los diarios argelinos Mon journal y Djaridati, que afirmaban que Bouteflika estaba en estado de coma, fueron incautados en la imprenta y prohibida su publicación, algo inédito desde la década de 1990. La opacidad en torno a esta hospitalización es denunciada por la prensa argelina. El 12 de junio de 2013, después de 47 días de ausencia, las imágenes de Bouteflika se transmiten en el canal estatal ENTV.
El diario El Khabar publicó posteriormente que Bouteflika sufrió un segundo ataque isquémico el 31 de mayo en los Invalides que paralizaron su lado izquierdo. El 16 de julio de 2013, después de 80 días de ausencia, Bouteflika regresó en silla de ruedas a Argel.
Abdelaziz Bouteflika estuvo viviendo desde entonces en una residencia médica estatal en Zéralda.
Abdelaziz Bouteflika falleció finalmente el 17 de septiembre de 2021 a los 84 años tras un paro cardiorrespiratorio

### Capacidad de gobernar
En la década de 2000, su deficiente salud provocó que algunos medios de comunicación argelinos cuestionaran su capacidad para dirigir el país. En 2011, Mourad Medelci, Ministro de Relaciones Exteriores, habló de la necesidad de "avanzar hacia la próxima generación".
Durante las elecciones presidenciales de 2014, Abdelaziz Bouteflika no participó en ningún mitin electoral y votó en silla de ruedas. Posteriormente, su movilidad continuó disminuyendo y rara vez realiza apariciones públicas. Su último discurso a la nación se remonta a 2012. El periodista Frédéric Pons lo describió en 2017 como "incapaz de gobernar más de unas pocas horas al día, casi postrado en la cama y tonto".
En abril de 2016, el primer ministro francés, Manuel Valls, publicó en su cuenta de Twitter una fotografía que lo representa en compañía de Abdelaziz Bouteflika, en la que este último aparece muy disminuido y ojeroso. La imagen provoca muchos comentarios en la prensa y en las redes sociales. Así, el diario argelino El Watan considera que el presidente "no puede liderar el país hasta el final de su mandato en 2019" y solicita la aplicación del artículo 102 de la Constitución sobre el estado de incapacidad. Se alzan voces y tienen lugar pequeñas manifestaciones para reclamar su impedimento.
En ausencia de un sucesor designado o potencial, su séquito lo impulsaría a postularse para presidente en 2019. En mayo de 2018, catorce políticos e intelectuales argelinos, entre ellos el escritor Yasmina Khadra y el ex primer ministro Ahmed Benbitour, firmaron una carta en la que instaban a Abdelaziz Bouteflika a no postularse para un quinto mandato. En octubre de 2018, el secretario general del FLN anunció que Abdelaziz Bouteflika es el candidato del partido para la próxima elección presidencial. A pesar de las críticas a su estado de salud, Abdelaziz Bouteflika disfruta del hecho de que aparece como un factor de estabilidad para el país, así como del hecho de que es una de las últimas figuras de la guerra en Argelia y del proceso de reconciliación de finales de los años noventa.
El 10 de febrero de 2019, en un mensaje enviado a la agencia APS anunció la candidatura de Abdelaziz Bouteflika a un quinto período presidencial. El 22 de febrero se inician las primeras protestas contra este quinto mandato. El 1 de marzo las protestas se incrementan en todo el país. Desde el 24 de febrero el presidente está en Ginebra de nuevo hospitalizado.
El 2 de marzo de 2019 APS también anunció que Abdelmalek Sellal director de campaña en las elecciones de 2004, 2009 y 2014 era reemplazado por el actual ministro de Transporte Abdelghani Zàlene.